# Willem Marinus Dudok
Willem Marinus Dudok (6 de julho de 1884, Amsterdã—6 de abril de 1974, Hilversum), foi um arquiteto modernista neerlandês.

## História

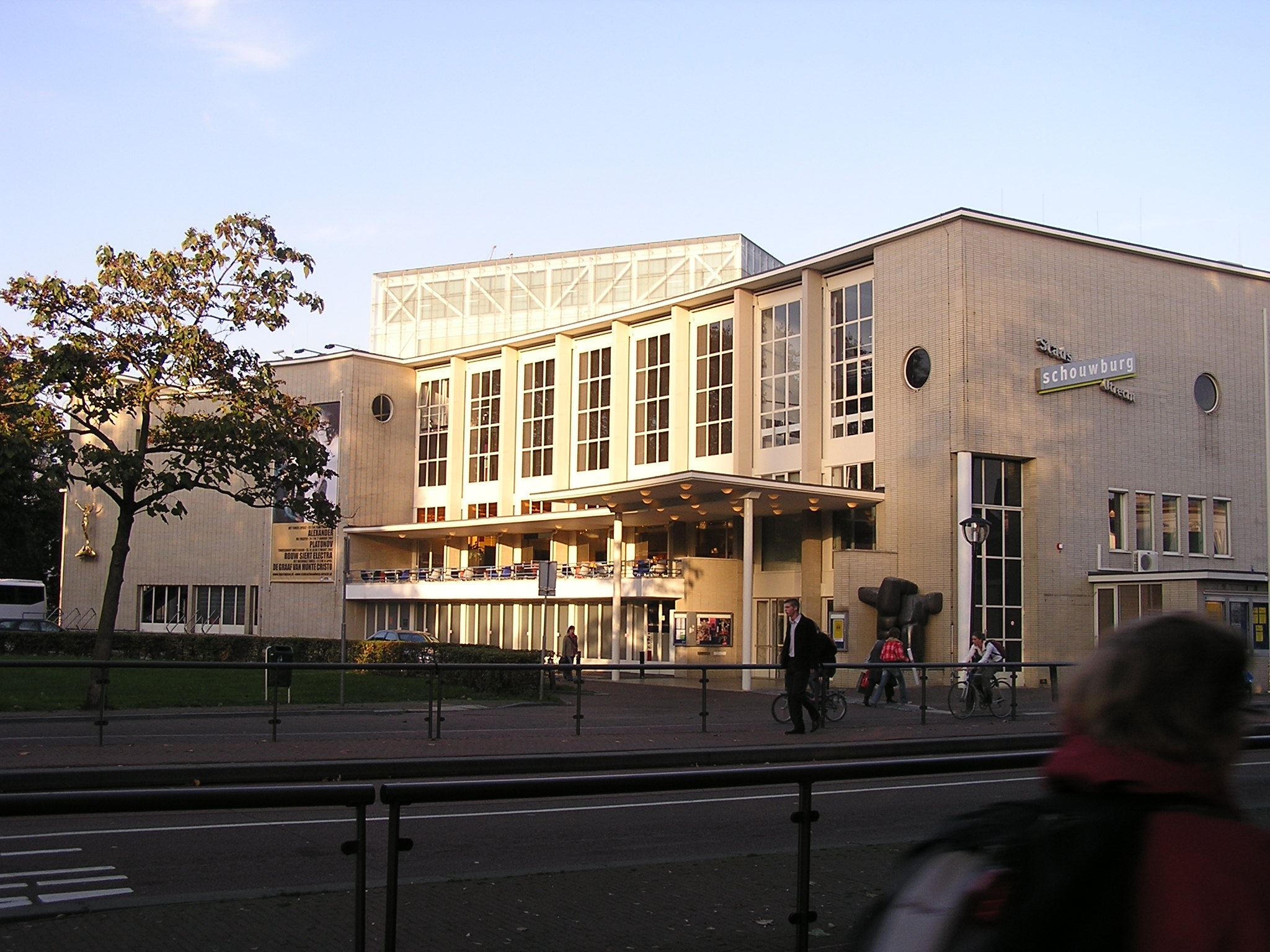
O Stadsschouwburg (Teatro Municipal) de Utrecht.

Dudok tornou-se Arquiteto da Cidade de Hilversum em 1928 e projetou dúzias de prédios públicos e seus arredores. Sua maior obra foi o prédio da prefeitura (o Raadhuis), terminado em 1931. O estilo original de Dudok desenvolveu-se a partir da Escola de Amsterdã mas os volumes dramáticos, a assimetria, os beirais pendentes e outros elementos de seu proeminente paço municipal foram claramente influenciados por Frank Lloyd Wright e a Prairie School de Chicago. Dudok continuou a produzir estruturas modernistas em Hilversum por décadas, até os anos 1960, e obteve repercussão internacional.

## Premiações
- Medalha de Ouro RIBA em 1935
- Medalha de Ouro AIA em 1955.

## Obras (seleção)

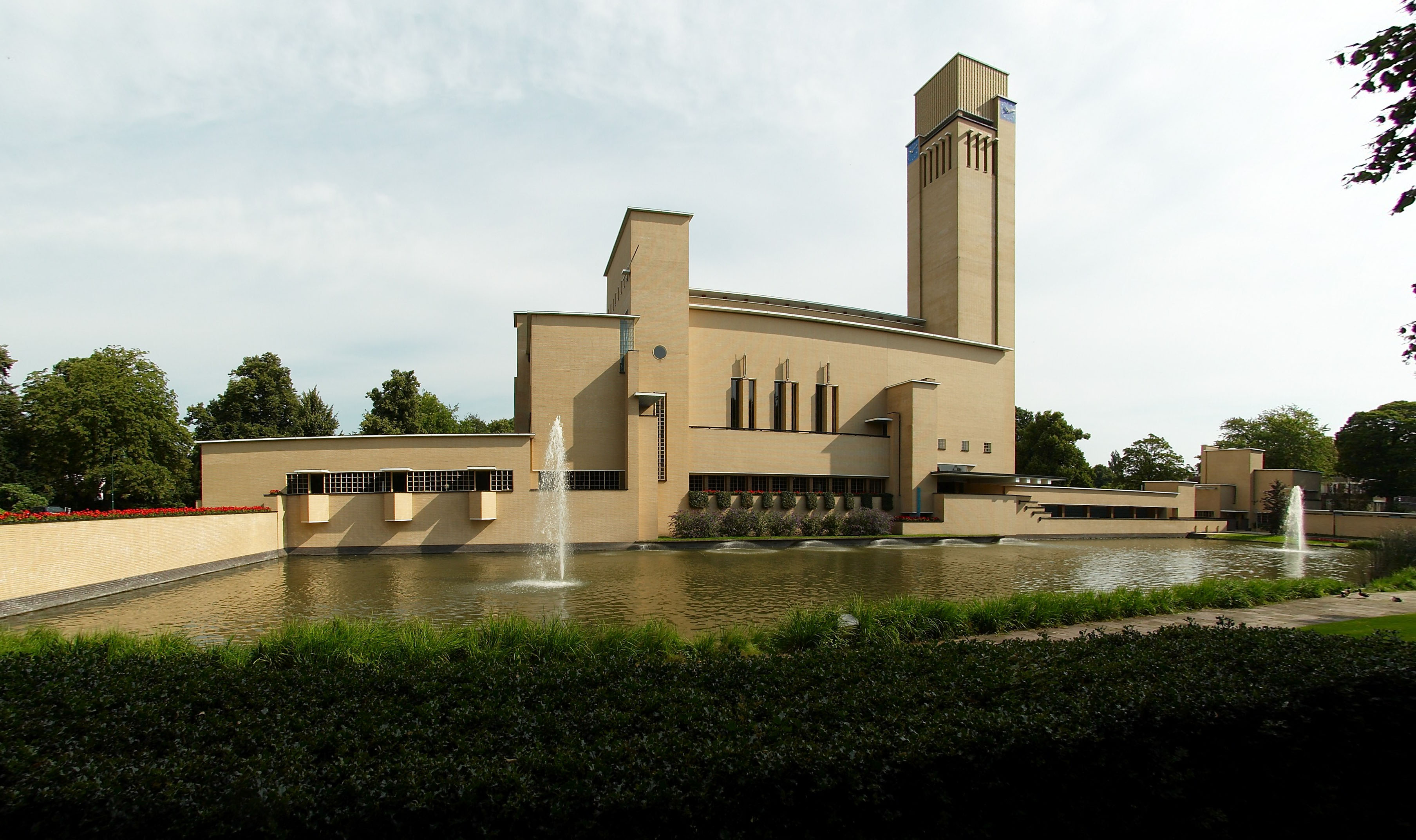
Paço Municipal de Hilversum

- Raadhuis, Hilversum, Países Baixos, 1928-1931
- De Bijenkorf (loja de departamentos), Roterdã, Países Baixos, 1930 (destruída durante a II Guerra Mundial)
- Monumento em Afsluitdijk, Países Baixos, 1933
- Teatro Municipal de Utrecht, Países Baixos, 1941
- Postos Exxon, Países Baixos, 1953
- Cité Universitaire, College Neerlandais Paris, França, 1939